# Leshara (Nebraska)
Leshara es una villa ubicada en el condado de Saunders en el estado estadounidense de Nebraska. En el Censo de 2010 tenía una población de 112 habitantes y una densidad poblacional de 626,72 personas por km².

## Geografía
Leshara se encuentra ubicada en las coordenadas 41°19′47″N 96°25′45″O / 41.32972, -96.42917. Según la Oficina del Censo de los Estados Unidos, Leshara tiene una superficie total de 0.18 km², de la cual 0.18 km² corresponden a tierra firme y (0%) 0 km² es agua.

## Demografía
Según el censo de 2010, había 112 personas residiendo en Leshara. La densidad de población era de 626,72 hab./km². De los 112 habitantes, Leshara estaba compuesto por el 85.71% blancos, el 1.79% eran afroamericanos, el 0.89% eran amerindios, el 0.89% eran asiáticos, el 0% eran isleños del Pacífico, el 8.04% eran de otras razas y el 2.68% pertenecían a dos o más razas. Del total de la población el 9.82% eran hispanos o latinos de cualquier raza.